# Giuliano Fiorini
Giuliano Fiorini (Modena, 21 gennaio 1958 – Bologna, 5 agosto 2005) è stato un dirigente sportivo, allenatore di calcio e calciatore italiano, di ruolo attaccante.

## Biografia
Ammalato gravemente da qualche tempo, muore nel 2005 a causa di un tumore ai polmoni. In occasione di Lazio-Messina, prima giornata del campionato di Serie A 2005-2006, Paolo Di Canio pone in memoria di Fiorini quella che era stata la sua maglia sotto lo striscione Anche tu nel paradiso degli eroi... ciao Giuliano.

## Carriera

### Giocatore

Un giovane Fiorini agli esordi con il Bologna nella stagione 1974-1975

Esordisce nel Bologna, con cui debutta in Serie A il 9 febbraio 1975, fornendo a Giuseppe Savoldi l'assist per il gol della vittoria sulla Fiorentina. Nelle stagioni successive fu ceduto in prestito nelle serie inferiori: nel campionato 1975/76 è al Rimini (con cui vince il campionato di Serie C), poi va al Brescia, con cui mette a segno 9 reti in Serie B. Passa in comproprietà al Foggia di Cinesinho, ancora in Serie B, dove mette a segno solamente 4 reti, e quindi al Piacenza, con cui segna 21 reti nel campionato di Serie C1 1979-1980 laureandosi capocannoniere del campionato.
Riscattato dal Bologna, disputa due campionati di Serie A: nel primo ottiene una salvezza, sotto la guida di Luigi Radice, mentre il secondo si conclude con la prima retrocessione dei felsinei nella serie cadetta. Nel 1982 passa al Genoa, dove rimane fino al 1985 con l'intermezzo di una stagione in prestito alla Sambenedettese, in Serie B, nella quale mette a segno 12 reti con cui contribuisce alla salvezza dei marchigiani.
Nel 1985 viene ceduto alla Lazio, con cui disputa due campionati di Serie B. Nel secondo realizza una rete decisiva per la salvezza della formazione capitolina, partita con una penalizzazione di 9 punti: il 21 giugno 1987, nella partita Lazio-L.R. Vicenza, mette a segno il gol-vittoria che consente alla Lazio di accedere agli spareggi salvezza contro Campobasso e Taranto.
Nell'estate 1987 scende in Serie C2 al Venezia-Mestre (insieme a Daniele Filisetti), società neonata dalla fusione tra Venezia e Mestre, alla corte di Maurizio Zamparini e dell'ex centrocampista biancoceleste Ferruccio Mazzola. Grazie alle sue 10 reti in 31 gare disputate contribuisce alla promozione dalla Serie C2 alla Serie C1.
Si trasferisce per un'annata al Siena, in Serie C1, e nella stagione 1989-1990 passa alla Ternana, sempre in terza serie, con cui disputa 18 presenze con 3 reti e conclude la sua carriera agonistica, nella quale conta 74 presenze e 15 reti nella massima serie.

### Allenatore e dirigente
Una volta abbandonati i campi di calcio, tenta brevemente la carriera di allenatore guidando L'Aquila all'inizio della stagione 1990-1991, durante la quale viene sostituito da Federico Caputi. Intraprende poi la carriera di direttore sportivo, ruolo che ha ricoperto in diverse società, tra cui Spezia, Massese, Reggiana. Inoltre è stato Direttore Generale della Pro Vasto.

## Palmarès

### Giocatore

#### Club
- Campionato italiano Serie C: 1

Rimini: 1975-1976 (girone B)

#### Individuale
- Capocannoniere della Serie C1: 1

1979-1980 (21 gol)